# Cantone di Sainte-Sévère-sur-Indre
Il Cantone di Sainte-Sévère-sur-Indre era una divisione amministrativa dell'arrondissement di La Châtre.
A seguito della riforma approvata con decreto del 18 febbraio 2014, che ha avuto attuazione dopo le elezioni dipartimentali del 2015, è stato soppresso.

## Composizione
Comprendeva i comuni di:
- Feusines
- Lignerolles
- Pérassay
- Pouligny-Notre-Dame
- Pouligny-Saint-Martin
- Sainte-Sévère-sur-Indre
- Sazeray
- Urciers
- Vigoulant
- Vijon